# Причард, Брюс
Брюс Причард (англ. Bruce Prichard, род. 7 марта 1963, Эль-Пасо, Техас) — американский букер, комментатор, менеджер и продюсер в рестлинге, а также подкастер. Причард работает в WWE, где он является старшим вице-президентом и занимает должность исполнительного директора SmackDown и Raw. Будучи менеджером, Причард выступал под ринг-именем Брат Лав (англ. Brother Love) и был первым менеджером Гробовщика. Во время работы Причарда в качестве Брата Лава он вел свой собственный сегмент «Шоу Брата Лава», где обычно поддерживал рестлеров-хилов. После ухода из WWE в 2008 году Причард работал старшим вице-президентом по программам и работе с талантами в Total Nonstop Action Wrestling (TNA, ныне Impact Wrestling).
С 2016 года Причард вместе с Конрадом Томпсоном ведет подкаст Something to Wrestle with Bruce Prichard.

## Наследие
По данным PWInsider.com, Причард был назван самым влиятельным человеком в WWE, не являющимся членом семьи Макмэн. В творческом плане все проходит через Причарда, а его слова были описаны как «очень похожие на Евангелие» для Винса Макмэна.
В 2020 году сценарист Винс Руссо, работавший с Причардом в WWE и TNA, критиковал Причарда, заявляя, что «Причард не обращал внимания ни на что, что происходило» в индустрии рестлинга в последние несколько лет, и отмечал тот факт, что Причард ответственен за рекордные низкие рейтинги Raw.

## Личная жизнь
Брюс Причард — брат рестлера Тома Причарда и гитариста Криса Причарда. У Брюса также есть два других брата, Джерри и Кен. У него есть сын Кейн, которого он назвал в честь рестлера, и дочь Эмбер.
В 2012 году Причард перенес два сердечных приступа.